# Docas Investimentos
Docas Investimentos era um empresa brasileira com sede no Rio de Janeiro que controlava as docas pontuárias do Rio de Janeiro e de Santos.
Era controlada pela família Guinle de Paula Machado, também controladores do Banco Boa Vista e do Hotel Copacabana Palace na década de 1970 que perdeu as concessões para gestão pontuária. Hoje é uma empresa de investimentos e participações controlada pelo empresário Nelson Tanure.
Entre outras empresas, as Docas controlam o Jornal do Brasil e a Gazeta Mercantil

## Ligações Externas
- Site oficial da Docas Investimentos
- Perfil da Docas Investimentos pelo site de mercados emergentes "EMIS"[ligação inativa]